# Sant Pere dels Arquells
Sant Pere dels Arquells es una localidad española del municipio de Ribera d’Ondara, perteneciente a la provincia de Lérida, en la comunidad autónoma de Cataluña.

## Historia
Hacia mediados del siglo XIX, el lugar tenía contabilizada una población de 91 habitantes. La localidad aparece descrita en el segundo volumen del Diccionario geográfico-estadístico-histórico de España y sus posesiones de Ultramar de Pascual Madoz de la siguiente manera:

ARGUELLS (San Pere de): l. con ayunt. en la prov. de Lérida (9 leg.); part. jud. y adm. de rent. de Cervera (1), aud. terr. y c. g. de Cataluña (Barcelona 13), dióc. de Vich (24): sit. en las inmediaciones de la carretera que va desde la cab. del part. á Igualada, en terreno llano, con libre ventilacion, cielo alegre y clima sano. Tiene 30 casas y 1 igl. parr., dedicada al Apóstol San Pedro, cuya fiesta se celebra con la posible solemnidad el 29 de junio; es matriz, y iene por aneja la parr. de Lisquella; el curato es perpetuo, y lo provee el diocesano, previa oposicion en concurso general. Confina el térm. con los de Monmaneu, Rocamora y la Panadella. El terreno, llano en general, es muy fértil y prod.; parte del mismo se riega con las aguas de 1 torrente que viene de Pallerol, las cuales tambien aprovechan los hab. para beber y para otros objetos: prod.: trigo, cebada, legumbres, vino, aceite, y cria ganado lanar, el vacuno preciso para la labranza, y mucha caza de varias especies: pobl., segun los datos oficiales; 9 vec., 91 alm.; cap. imp. 28,028 rs.
(Madoz, 1845, p. 553)

## Demografía
| Gráfica de evolución demográfica de Sant Pere dels Arquells entre 1842 y 1970 |
| |
| Población de derecho según los censos de población del INE Población de hecho según los censos de población del INEEn estos censos se denominaba Sant Pere de Arguells: 1842 En estos censos se denominaba San Pere dels Arquells: 1857 y 1860 Entre el censo de 1857 y el anterior, crece el término del municipio porque incorpora a 255080 (Cabestany), 255124 (Cisquella), 255187 (Gramuntell), 255214 (Lindas), 255319 (Rubinat), 255362 (Timó) Entre el censo de 1981 y el anterior, este municipio desaparece porque se agrupa en el municipio 25905 (Ribera de Dondara) |

En la actualidad pertenece al municipio de Ribera d’Ondara. En 2022, la entidad singular de población tenía empadronados 62 habitantes y el núcleo de población 55 habitantes.

## Patrimonio
En la localidad hay una iglesia bajo la advocación de San Pedro Apóstol.